# Droits LGBT en Afghanistan
Pour un article plus général, voir Droits de l'homme en Afghanistan.
Les personnes faisant partie de la communauté LGBT (lesbienne, gay, bisexuel, transgenre) qui vivent en Afghanistan buttent contre des obstacles juridiques et sociaux. L'homosexualité et le travestissement sont considérés comme des crimes très graves, passibles de la peine de mort. Après la reprise du pouvoir par les talibans en août 2021, de nombreux médias ont décrit le danger de mort couru par les personnes LGBTI afghanes, et les assassinats de certaines d'entre elles.

## Condamnation par les Talibans
En 1994, le chef des Talibans, Mullah Omar, a empêché un garçon d'être sodomisé par deux seigneurs féodaux de Kandahar. Après la prise de contrôle de la ville, il a décrété que tout acte sexuel consentant impliquant la sodomie serait puni de la peine capitale.
En 2021, après le retour au pouvoir des talibans, de nombreux jeunes afghans LGBT+ ont témoigné de la terreur dans laquelle ils vivent,,,,,. L'association Human Rights Watch a documenté les menaces, de viols, agressions et détentions arbitraires d'Afghans et d'Afghanes LGBT+. Avec les talibans au pouvoir, la punition officielle prévue par la charia est la mort par lapidation, selon un juge interviewé par le journal Bild,.  L'interprétation et l'application de la jurisprudence islamique par les individus mis au pouvoir par l'administration talibane est cependant profondément variable selon les sensibilités personnelles des juges et les contextes particuliers. L’ONG canadienne Rainbow Railroad (en) reçoit des centaines de demandes d'aide d'Afghans en danger, qui cherchant à s'exiler,.

## Code pénal
- Article 398 – Des peines allégées sont prévues pour les crimes d'honneur, qui impliquent qu'une membre d'une famille découvre sa femme ou un parent engagé dans des pratiques d'adultère, de sodomie ou d'homosexualité.
- Article 427 – Un long emprisonnement est prévu pour une personne qui commet l’adultère ou la pédérastie, cette dernière pouvant être interprétée comme comprenant la sodomie, en tenant compte du fait que ces peines sont encore valables si les personnes concernées sont des adultes. La peine maximum augmente si la victime a moins de 18 ans, si l'accusé est en position d'autorité sur la victime, si l'accusé a répété ce crime à de multiples reprises ou si le crime transmet une maladie.
- L’article 512 établit que toute personne qui se livre à du « voyeurisme » public d'une façon répugnante doit être emprisonné ou condamné à une amende.

## Loi sur la famille
La loi afghane sur le mariage (1971) dispose qu'un mariage légal engage deux adultes musulmans de sexe opposés, et qu'il doit respecter les règles de la loi islamique. Bien que la loi n'aborde pas explicitement la question de couples de même sexe, l'article 41 de la loi sur le mariage établit que si la loi est muette sur une question particulière, alors c'est la loi islamique qui doit être consultée. Par conséquent la loi sur le mariage ne reconnaît pas les mariages homosexuels, union civile ou partenariats domestiques. De même, la loi afghane sur les unions, mariage et la circoncision (1949) décrit le mariage comme l'engagement entre un homme et une femme musulmane et ajoute que ces mariages doivent suivre la loi islamique.
L'article 430 dispose que « l'incitation à la délinquance » est appliquée si un adulte encourage ou aide à l'acte d'adultère, d'homosexualité ou de prostitution un mineur de 18 ans.
En 2007, le Sydney Morning Herald a signalé qu'un homme pachtoune est tombé amoureux et s'est marié avec un garçon de 16 ans – et que tous deux ont exécutés sommairement au Pakistan à la suite de cette « union impie » qui avait provoqué l'indignation parmi les leaders islamiques. Des informations locales disent que la famille du garçon, extrêmement pauvre, a accepté l'union après que Liaquat, un réfugié afghan, ait payé une dot de 40 000 roupies pakistanaises (885 $) – une somme énorme pour eux. Cependant, comme des informations sur ce scandale ont filtré, les anciens de la tribu Afridi ont convoqué une jirga (conseil tribal) pour décider de la réponse à appliquer à cet « acte immoral et honteux ».

## VIH/sida
Avant 2003, peu ou pas d'éducation et de traitement du VIH/sida existaient. En 2008, le nombre officiel de personnes vivant avec le VIH est de 504, mais on pense que plusieurs milliers de personnes en sont en fait atteintes. Les mœurs sociales traditionnelles profondément enracinées rendent difficile l'introduction d'initiatives publiques globales d'éducation sanitaire.
Jusqu'à présent, la majeure partie des ressources disponibles ont mis l'accent sur la lutte contre la toxicomanie et, dans une moindre mesure, l'industrie du sexe. Cependant, le seul message transmis à propos de la sexualité est l'encouragement à l'abstinence.
En 2009, le premier centre de traitement du VIH a ouvert à Kaboul, et de nombreux autres sont prévus. Accéder aux traitements anti-rétroviraux est, au mieux, limité, et les initiatives de prévention se heurtent aux tabous profondément ancrés dans la population. Des efforts sont faits pour éduquer les chefs locaux et religieux, dans l'espoir qu'ils puissent légitimer une plus grande sensibilisation du public.
Légalement, l'article 373 du code pénal dispose qu'une personne qui propage une maladie dangereuse par accident doit être condamnée à une amende, mais si cette maladie entraîne la mort ou une incapacité permanente, la peine est identique à un homicide involontaire.

## Discrimination et politique
En fait, la loi afghane interdit actuellement à tout parti politique, lobby ou club de défendre une cause opposée à la loi islamique.
Les gens LGBT+ afghans ne pouvant pas se manifester politiquement, les principales voix en leur soutien viennent d'organisation internationales.

## Censure
L'article 32 du Décret sur la presse afghane (2002) interdit les publications qui font la promotion d'actes « incitant à la dépravation ». De même l'article 27D de la Loi postale afghane (1973) interdit l'usage du service postal dans le but d'échanger tout ce qui est « contraire à la décence et la moralité publique ».[réf. souhaitée]